# Мартин (округ, Кентукки)
Ма́ртин (англ. Martin County) — округ в штате Кентукки, США. Официально образован в 1870 году. По состоянию на 2010 год, численность населения составляла 12 929 человек.

## География
По данным Бюро переписи США, общая площадь округа равняется 597,798 км2, из которых 597,514 км2 суша и 0,285 км2 или 0,050 % это водоёмы.

## Население
По данным переписи населения 2000 года в округе проживает 12 578 жителей в составе 4 776 домашних хозяйств и 3 620 семей. Плотность населения составляет 21,00 человек на км2. На территории округа насчитывается 5 551 жилых строений, при плотности застройки около 9,30-ти строений на км2. Расовый состав населения: белые — 99,25 %, афроамериканцы — 0,03 %, коренные американцы (индейцы) — 0,06 %, азиаты — 0,07 %, гавайцы — 0,06 %, представители других рас — 0,01 %, представители двух или более рас — 0,52 %. Испаноязычные составляли 0,62 % населения независимо от расы.
В составе 39,20 % из общего числа домашних хозяйств проживают дети в возрасте до 18 лет, 59,50 % домашних хозяйств представляют собой супружеские пары проживающие вместе, 12,50 % домашних хозяйств представляют собой одиноких женщин без супруга, 24,20 % домашних хозяйств не имеют отношения к семьям, 21,80 % домашних хозяйств состоят из одного человека, 8,30 % домашних хозяйств состоят из престарелых (65 лет и старше), проживающих в одиночестве. Средний размер домашнего хозяйства составляет 2,62 человека, и средний размер семьи 3,05 человека.
Возрастной состав округа: 28,10 % моложе 18 лет, 9,50 % от 18 до 24, 29,30 % от 25 до 44, 23,30 % от 45 до 64 и 23,30 % от 65 и старше. Средний возраст жителя округа 34 лет. На каждые 100 женщин приходится 98,00 мужчин. На каждые 100 женщин старше 18 лет приходится 92,10 мужчин.
Средний доход на домохозяйство в округе составлял 18 279 USD, на семью — 21 574 USD. Среднестатистический заработок мужчины был 31 994 USD против 18 011 USD для женщины. Доход на душу населения составлял 10 650 USD. Около 33,30 % семей и 37,00 % общего населения находились ниже черты бедности, в том числе — 45,10 % молодёжи (тех, кому ещё не исполнилось 18 лет) и 26,90 % тех, кому было уже больше 65 лет.